# Un ragazzo, tre ragazze
Un ragazzo, tre ragazze (Conte d'été) è un film del 1996 scritto e diretto da Éric Rohmer.
È il terzo episodio del ciclo dei Racconti delle quattro stagioni, segue Racconto d'inverno e precede Racconto d'autunno.

## Trama
(Gaspar a Margot)
Nel mese di luglio Gaspard, uno studente di matematica, arriva in battello a Dinard sulla costa bretone, dove ha ottenuto in prestito per le vacanze estive la casa di un amico. Frequenta le spiagge da solo e pranza in un ristorante dove viene notato dalla cameriera, Margot, una studentessa di etnologia che lavora per mantenersi agli studi. I due si rivedono in spiaggia e la ragazza attacca bottone, in breve diventano amici e fanno lunghe passeggiate insieme fuori dall'orario di lavoro di Margot. Lui le confida che sta aspettando, seppure senza troppe speranze, la ragazza di cui è innamorato: Léna, partita per la Spagna con una cugina, dovrebbe raggiungerlo per una gita all'isola di Ouessant.
Margot porta Gaspard da un anziano pescatore che gli canta canzoni tradizionali dei marinai francesi in Canada. Gaspard infatti suona la chitarra e scrive canzoni. Margot lo porta con sé in discoteca, dove attrae l'attenzione di Solène, una bella ragazza. Per consolarlo del possibile tradimento di Léna, Margot gli consiglia spassionatamente di dedicarsi a Solène; i due si incontrano in spiaggia, lei fa il primo approccio e sembrano intendersi subito. Lei lo porta a casa sua, si scambiano effusioni ma Solène lo ferma prima di arrivare al dunque: non si concede mai al primo appuntamento.
Nel frattempo Gaspard ha anche baciato Margot sulle labbra durante una delle loro passeggiate, che continuano perché di giorno Solène lavora. Gaspard è riuscito a proporre la gita a Ouessant che avrebbe dovuto fare con Léna, anche alle altre due ragazze. Però Léna arriva quando lui non la aspetta ormai più, afferma di avere molto pensato a lui e lo porta a cena dai cugini presso i quali è ospitata. Però i due litigano perché non vuol far sapere che Gaspard è il suo ragazzo ai cugini, verso i quali afferma di avere obbligazioni. Vorrebbe rimandare la gita, poi durante un dissidio dice che tra loro è finita.
Gaspard si confida con Margot, è diviso tra le altre due ragazze, ma scopre così che anche la cameriera si considera legata a lui. Decide di dire la verità a Solène ma non ci riesce, si trova invischiato con la gita promessa a troppe ragazze; per sua fortuna si sottrae dall'impiccio ritornando in città per acquistare un magnetofono a più piste, che gli serve per la sua attività musicale: ha saputo dell'affare per telefono da un amico, ma deve concludere entro il mattino seguente.
Comunica la sua decisione solo a Margot, che lo accompagna al molo. I due si baciano con una certa passione prima che il ragazzo si imbarchi.

## Produzione

### Soggetto
Il soggetto è di Eric Rohmer. Egli afferma:
(Eric Rohmer)

### Lavorazione del film
Esiste un film sulla lavorazione di Conte d'été: La fabrique du Conte d'été di Françoise Etchegaray e Jean-André Fieschi del 2005.

### Luoghi delle riprese
Il film è stato girato in esterni, sulle spiagge della Bretagna, a Dinard, a Saint-Lunaire, a Saint-Malo.

### Cast
- Per il ruolo femminile di Margot, Rohmer richiama Amanda Langlet, che era stata la Pauline di Pauline à la plage, nel 1983.
- Melvil Poupaud interpreta Gaspard, il protagonista. Fu presentato al regista da Arielle Dombasle.

### Musica
In questo film, a differenza di altri film del regista, viene dato un certo spazio alla musica:
- Margot accompagna Gaspard ad intervistare, per le sue ricerche etnografiche, un marinaio che canta per loro una vecchia canzone marinara.
- una canzone La Filibustière, è composta da Gaspard, e inizialmente è destinata alla sua ragazza Léna. Rohmer dichiara che questo elemento del film gli è stato suggerito dal fatto che l'attore Melvil Poipaud è un musicista. Esegue il motivo con la chitarra e Solène canta.

### La canzoneLa Filibustiére
(Traduzione)

### Periodo delle riprese
Il film è stato girato da metà giugno all'inizio di luglio 1995, in modo da non dover affrontare la presenza di troppi turisti.

## Distribuzione
Presentato nella sezione Un Certain Regard del 49º Festival di Cannes, la prima avvenne il 5 giugno 1996.
In Italia il film è stato distribuito in home video anche con il titolo Racconto d'estate.

## Accoglienza
Il film ebbe una buona accoglienza a Cannes, mentre i precedenti film Conte d'hiver nel 1992 e Rendez-vous de Paris nel 1995, avevano avuto poca fortuna. Conte d'Été, uscito in più di venti paesi, è stato ben accolto in numerosi paesi, venendo selezionato nei festival di Toronto, Singapore, Buenos Aires.
Ha registrato più di 300 000 ingressi in Francia, diventando uno dei maggiori successi di Rohmer insieme a Les Nuits de la pleine lune, Le Rayon vert, L'Ami de mon ami e Conte d'automne. Accanto a Le Rayon vert (più di 400 000 ingressi), è il suo maggior successo finanziario, fatto che gli garantì quella libertà artistica che egli già perseguiva, riducendo della metà, rispetto agli altri autori, i budget per i suoi film.

## Critica

### Il ritratto di un indeciso
Scrive il critico Claude-Marie Tremois:
(Claude-Marie Tremois)

### Un racconto filosofico-morale
Dall'opera di Martin Barnier e Pierre Beylot:
(Martin Barnier e Pierre Beylot, Analyse d'une oeuvre : Conte d'été, Eric Rohmer, 1996)

## Struttura del film
- Il film si apre e si chiude con scene simili: Gaspard sul traghetto che collega Saint-Malo a Dinard
- La forma strutturale è quella di un diario, ritmato da inquadrature di pagine che indicano i giorni: tre settimane, da lunedì 17 luglio a domenica 8 agosto (mancano il 23 e il 25 luglio).

Nell'intervista concessa dal regista a Vincent Amiel e Noël Herpe per la rivista Positif, dichiara:
(Éric Rohmer)

## Il tema dell'estate
I critici iscrivono il film Conte d'Été (1996) in una serie di film "estivi" nell'opera di Rohmer: da La Collectionneuse (1967) passando per Le Genou de Claire (1970), Pauline à la Plage (1983), Le Rayon Vert (1986).

## Il tema dell'isola magica
Nel film si evoca a parecchie riprese il progetto di trascorrere alcuni giorni a Ouessant, una sorta di luogo magico, in cui l'amore potrebbe finalmente nascere e fiorire; Gaspard programma di andarci con ciascuna delle tre ragazze e non ci andrà con nessuna.